# Скіау (Урлаць, Прахова)
Скіау (рум. Schiau) — село у повіті Прахова в Румунії. Адміністративно підпорядковане місту Урлаць.
Село розташоване на відстані 62 км на північ від Бухареста, 14 км на північний схід від Плоєшті, 86 км на південний схід від Брашова.

## Населення
За даними перепису населення 2002 року у селі проживали 20 осіб, усі — румуни. Усі жителі села рідною мовою назвали румунську.